# Azohydromonas sediminis
Azohydromonas sediminis es una bacteria gramnegativa del género Azohydromonas. Fue descrita inicialmente en el año 2019 como Calidifontimicrobium sediminis, y posteriormente reclasificado en el 2022. Su etimología hace referencia a sedimento. Es anaerobia facultativa, con forma de bacilo y móvil por flagelo polar. Tiene un tamaño de 0,4-0,8 μm de ancho por 1-2 μm de largo. Catalasa y oxidasa positivas. Forma colonias amarillas, circulares, opacas y elevadas, con márgenes regulares, en agar TYEG tras 4 días de incubación. Temperatura de crecimiento entre 37-50 °C, óptima de 45 °C. Tiene un contenido de G+C de 71-72%. Se ha aislado del sedimento de una fuente termal en el Tibet, en China.  